# 洋基老爹
拉蒙·路易斯·阿亞拉·羅德里格斯（西班牙語：Ramón Luis Ayala Rodríguez，1977年2月3日—），藝名洋基老爹（英語：Daddy Yankee），是一名波多黎各歌手、作曲家、饒舌歌手、演員和專輯製作人。2008年美国总统大选，洋基老爹支持共和党候选人麦凯恩。

## 影視作品

### 電影
| 年份 | 電影名稱                       | 角色              | 備註     |
| ---- | ------------------------------ | ----------------- | -------- |
| 2004 | 《Vampiros》                   | 賓博              |          |
| 2007 | 《Straight Outta Puerto Rico》 | 自己              |          |
| 2008 | 《天才的西班牙人》             | 埃德加·「迪內羅」 | [ 參⁠ 2 ] |
| 2010 | 《大膽而美麗》                 | 自己              |          |

## 備註
1. ↑  西班牙語：
2. ↑   註:

## 外部連結
- 官方网站
- 洋基老爹在Allmusic上的頁面
- 洋基老爹在互联网电影资料库（IMDb）上的資料（英文）
- 在AllMovie上洋基老爹的頁面（英文）